# 李甡
李甡（1928年—2020年8月21日），男，吉林浑江人，中国杂技艺术家，曾任中国杂技家协会副主席、顾问。